# Hunneröds mosse
Hunneröds mosse och Frisbjär är ett naturreservat i Svedala kommun i Skåne län.
Området är naturskyddat sedan 2010 och är 44 hektar stort. Reservatet består av kärr, både näringsfattiga och rika, lövsumpskog och  backar med hedvegetation.